# نادي سانت دي
نادي سانت دي لكرة القدم (بالفرنسية: SR Saint-Dié)‏ نادي كرة قدم فرنسي يلعب في دوري الدرجة الخامسة . تم تأسيس النادي في سنة 1946 . ويقع مقره في مدينة سينت دي شمال غرب فرنسا.
وقد لعب معه المدافع السنغالي كوليبالي